# Битка за Пацифик
Битка за Пацифик (енгл. Pacific Rim) је амерички научнофантастични акциони филм из 2013. године режисера Гиљерма дел Тора, са Чарлијем Ханамом, Ринко Кикучи, Идрисом Елбом, Робертом Казинским, Чарлијем Дејом, Максом Мартинијем и Берном Горманом у главним улогама. Радња филма смештена је у блиску будућност, где Земља води битку за опстанак против огромних ванземаљских чудовишта по имену Каиџу. Да би се борило против непријатеља катастрофалних размера, човечанство се уједињује како би направили Јегере, огромне роботе којима управљају два пилота истовремено. У центру радње налази се Рали Бекет, бивши Јегер пилот, који се удружује са кадеткињом на обуци, Мако Мори, како би заједно покушали да коначно стану на пут Каиџуовом терору.
Снимање филма отпочето је у Торонту 14. новембра 2011, и трајало је све до априла 2012. године. Премијерно је објављен у 3Д и ИМАХ 3Д формату 12. јула 2013. године у биоскопима САД. Изазвао је генерално позитивне реакције код публике и критичара, уз многобројне похвале за визуелне ефекте, акционе секвенце и носталгични тон радње.
Иако је имао јако лош учинак на благајнама у САД, филм је био изузетно успешан на осталим територијама , и са укупном зарадом од 411 милиона $ представља успешан финансијски пројекат, као и 30. филм по заради из 2013. године. Битка за Пацифик један је од комерцијално најуспешнијих филмова Гиљерма дел Тора, а сматра се омажом каиџу, меха и аниме медија. Наставак под насловом Битка за Пацифик: Побуна објављен је 23. марта 2018. године.

## Радња
Када легије монструозних ванземаљских створења по имену Каиџу (на јапанском огромна звер) почну да излазе из пукотине у Пацифику, почиње рат који ће однети милионе живота и исцрпети људске ресурсе. За борбу против огромних каиџуа, дизајнирано је специјално оружје: огромни роботи названи Јегери (на немачком ловац), које истовремено контролишу два пилота чији су мозгови повезани неуролошким мостом. У почетку, Јегери су давали одличне резултате у борби против Каиџуа, али временом они су развили сопствени одмбрамбени систем и постали много јачи, тако да су Јегере учинили готово немоћнима.
На ивици пораза, силе које бране човечанство немају избора и позивају Ралија Бекета, бившег пилота који је напустио Јегер програм пре шест година након што му је брат настрадао у једној од њихових заједничких мисија. Рали се удружује са кадеткињом на обуци, Мако Мори, како би заједно управљали легендарним али застарелим Јегером из прошлости и на тај начин покушали да спасу свет од надолезеће апокалипсе.

## Улоге
| Глумац                   | Улога                                   |
| ------------------------ | --------------------------------------- |
| Чарли Ханам              | Рали Бекет                              |
| Ринко Кикучи             | Мако Мори                               |
| Идрис Елба               | маршал Стакер Пентекост                 |
| Роберт Казински          | Чак Хансен                              |
| Чарли Деј                | др. Њутон Гајзлер                       |
| Макс Мартини             | Херкулес Херк Хансен                    |
| Берн Горман              | др. Херман Готлиб                       |
| Рон Перлман              | Ханибал Чау                             |
| Клифтон Колинс млађи     | Тендо Чои                               |
| Дијего Клатенхоф         | Јенси Бекет                             |
| Мана Ашида               | Мако Мори (као девојчица)               |
| Чарлс Лу/Ленс Лу/Марк Лу | пилоти тројке                           |
| Робер Маје               | Алекс Кајдановски                       |
| Хедер Дорксен            | Саша Кајдановски                        |
| Џо Пинг                  | капетан рибарског брода                 |
| Бред Вилијам Хенке       | грађевински радник 1                    |
| Лари Џо Кембел           | грађевински радник 2                    |
| Робин Томас              | амерички представник Уједињених нација  |
| Џулијан Барнс            | британски представник Уједињених нација |
| Дејвид Ричмонд-Пек       | канадски представник Уједињених нација  |
| Себастијан Пигот         | инжењер                                 |
| Дејвид Фокс              | старац на плажи                         |